# Francisco Aramayo
Francisco Aramayo Pinazo (Puno, 1945) es un ingeniero y político peruano. Diputado en representación de Puno (1980-1985) y ministro de Transportes y Comunicaciones en el segundo gobierno de Fernando Belaúnde (1984-1985).

## Biografía
Hijo de Federico Aramayo e Irma Pinazo. Hermano de Carlos Aramayo Pinazo, diputado por Puno de 1985 a 1990. Cursó sus estudios escolares en el Colegio Nacional San Carlos de Puno y en el Colegio Militar Francisco Bolognesi de Arequipa. Ingresó a la Universidad Nacional San Antonio Abad, donde siguió la carrera de ingeniería civil. Ejerció la docencia en su alma mater, en las especialidades de matemáticas y física.
En las elecciones generales de 1980 fue elegido diputado por Puno. Su partido, Acción Popular, llegó entonces por segunda vez a la presidencia, con Fernando Belaúnde Terry a la cabeza. Como parlamentario, promovió la construcción de la carretera Pomata-Yunguyo y la nueva pista de aterrizaje del aeropuerto de Juliaca, obras fundamentales para el desarrollo de su región.
El 28 de julio de 1984 juró como ministro de Transportes y Comunicaciones del segundo belaundismo, formando parte del gabinete presidido por Sandro Mariátegui. Permaneció hasta el término de dicho gobierno, en julio de 1985.
Durante su gestión como ministro, se continuó la ampliación de la red vial nacional, se reconstruyeron las carreteras y los puentes afectados por los estragos del fenómeno del Niño de 1983 y se construyó aeropuertos en la selva. Se ampliaron además las líneas telefónicas en Lima.
El 29 de noviembre de 2009 fue elegido decano del Colegio Departamental de Lima, del Colegio de Ingenieros del Perú, para el periodo 2010-2011.